# Campeonato Uruguayo de Primera División 1953
El Campeonato Uruguayo 1953 fue el 49° torneo de Primera División del fútbol uruguayo, correspondiente al año 1953.
El torneo consistió en un campeonato a dos ruedas todos contra todos, coronando campeón al equipo que logrará más puntos, mientras que el peor equipo descendería a la Segunda División.
El torneo consagró al Club Atlético Peñarol como campeón uruguayo, bajo el mando técnico de Juan López.
Ubicado en el último puesto al finalizar el torneo, Central descendió a la Segunda división. Mientras que ascendió desde dicha categoría Miramar.

## Participantes

### Ascensos y descensos
| Equipo               | Ascendido como                      |
| -------------------- | ----------------------------------- |
| Montevideo Wanderers | Campeón de la Segunda División 1952 |

| Equipo      | Descendido como           |
| ----------- | ------------------------- |
| Sud América | 10° Primera División 1952 |

## Campeonato

### Tabla de posiciones
| Pos. | Equipo               | PJ | PG | PE | PP | GF | GC | Dif. | Pts. |
| ---- | -------------------- | -- | -- | -- | -- | -- | -- | ---- | ---- |
| 1º   | Peñarol              | 18 | 15 | 2  | 1  | 59 | 13 | +46  | 32   |
| 2º   | Nacional             | 18 | 9  | 7  | 2  | 34 | 21 | +13  | 25   |
| 3º   | Rampla Juniors       | 18 | 9  | 4  | 5  | 30 | 21 | +9   | 22   |
| 4º   | River Plate          | 18 | 7  | 5  | 6  | 28 | 31 | -3   | 19   |
| 5º   | Defensor             | 18 | 6  | 6  | 6  | 32 | 34 | -2   | 18   |
| 6º   | Danubio              | 18 | 5  | 6  | 7  | 25 | 25 | 0    | 16   |
| 7º   | Liverpool            | 18 | 5  | 5  | 8  | 27 | 33 | -6   | 15   |
| 8º   | Montevideo Wanderers | 18 | 5  | 5  | 8  | 26 | 35 | -9   | 15   |
| 9º   | Cerro                | 18 | 4  | 4  | 10 | 14 | 31 | -17  | 12   |
| 10º  | Central              | 18 | 2  | 2  | 14 | 15 | 46 | -31  | 6    |

|  | Campeón Uruguayo.             |
|  | Desciende a Segunda División. |

|                                                   |
| Uruguay                                           |
| Campeón Uruguayo 1953 Peñarol 19.no título de AUF |

### Fixture
| Defensor             | 2-0 | Central        |
| Montevideo Wanderers | 3-3 | Rampla Juniors |
| Liverpool            | 1-0 | Cerro          |
| Peñarol              | 5-1 | River Plate    |
| Nacional             | 1-1 | Danubio        |

| Peñarol   | 0-0 | Rampla Juniors       |
| Liverpool | 0-0 | Danubio              |
| Central   | 1-0 | Cerro                |
| Defensor  | 1-1 | River Plate          |
| Nacional  | 4-2 | Montevideo Wanderers |

| Nacional       | 0-0 | Cerro                |
| Rampla Juniors | 3-0 | Central              |
| Defensor       | 3-2 | Montevideo Wanderers |
| River Plate    | 2-2 | Danubio              |
| Peñarol        | 6-1 | Liverpool            |

| Peñarol        | 4-1 | Central              |
| Cerro          | 2-0 | Montevideo Wanderers |
| Liverpool      | 4-1 | River Plate          |
| Nacional       | 2-2 | Defensor             |
| Rampla Juniors | 1-0 | Danubio              |

| Nacional             | 3-0 | Liverpool   |
| Rampla Juniors       | 3-1 | Defensor    |
| Danubio              | 3-1 | Central     |
| Peñarol              | 3-1 | Cerro       |
| Montevideo Wanderers | 1-1 | River Plate |

| Peñarol              | 4-0 | Defensor       |
| River Plate          | 2-1 | Rampla Juniors |
| Nacional             | 5-2 | Central        |
| Cerro                | 2-1 | Danubio        |
| Montevideo Wanderers | 4-3 | Liverpool      |

| Nacional             | 2-0 | River Plate |
| Cerro                | 2-2 | Defensor    |
| Montevideo Wanderers | 2-1 | Central     |
| Rampla Juniors       | 2-1 | Liverpool   |
| Peñarol              | 3-1 | Danubio     |

| River Plate          | 2-1 | Central        |
| Cerro                | 2-1 | Rampla Juniors |
| Peñarol              | 5-0 | Nacional       |
| Defensor             | 4-4 | Liverpool      |
| Montevideo Wanderers | 1-0 | Danubio        |

| Peñarol     | 4-2 | Montevideo Wanderers |
| River Plate | 3-1 | Cerro                |
| Danubio     | 5-3 | Defensor             |
| Liverpool   | 4-0 | Central              |
| Nacional    | 1-1 | Rampla Juniors       |

| Defensor             | 2-0 | Central        |
| Montevideo Wanderers | 1-0 | Rampla Juniors |
| Liverpool            | 1-0 | Cerro          |
| Peñarol              | 5-0 | River Plate    |
| Nacional             | 1-1 | Danubio        |

| Peñarol   | 3-2 | Rampla Juniors       |
| Liverpool | 2-2 | Danubio              |
| Central   | 1-1 | Cerro                |
| Defensor  | 1-1 | River Plate          |
| Nacional  | 2-1 | Montevideo Wanderers |

| Cerro          | 2-1 | Nacional             |
| Rampla Juniors | 3-1 | Central              |
| Defensor       | 2-2 | Montevideo Wanderers |
| River Plate    | 2-1 | Danubio              |
| Peñarol        | 1-1 | Liverpool            |

| Peñarol              | 4-0 | Central        |
| Montevideo Wanderers | 2-1 | Cerro          |
| River Plate          | 3-1 | Liverpool      |
| Nacional             | 2-0 | Defensor       |
| Danubio              | 2-0 | Rampla Juniors |

| Nacional             | 4-0 | Liverpool   |
| Rampla Juniors       | 4-2 | Defensor    |
| Danubio              | 4-2 | Central     |
| Peñarol              | 3-0 | Cerro       |
| Montevideo Wanderers | 2-2 | River Plate |

| Peñarol              | 2-0 | Defensor    |
| Rampla Juniors       | 2-0 | River Plate |
| Nacional             | 2-2 | Central     |
| Cerro                | 0-0 | Danubio     |
| Montevideo Wanderers | 0-0 | Liverpool   |

| Nacional       | 1-0 | River Plate          |
| Defensor       | 5-0 | Cerro                |
| Central        | 2-0 | Montevideo Wanderers |
| Rampla Juniors | 2-1 | Liverpool            |
| Peñarol        | 3-0 | Danubio              |

| River Plate    | 2-0 | Central              |
| Rampla Juniors | 1-0 | Cerro                |
| Nacional       | 2-1 | Peñarol              |
| Defensor       | 1-0 | Liverpool            |
| Danubio        | 2-0 | Montevideo Wanderers |

| Peñarol     | 3-1 | Montevideo Wanderers |
| River Plate | 5-0 | Cerro                |
| Defensor    | 1-0 | Danubio              |
| Liverpool   | 3-0 | Central              |
| Nacional    | 1-1 | Rampla Juniors       |